# Stempelmaschine (Frankierungsentwertung)

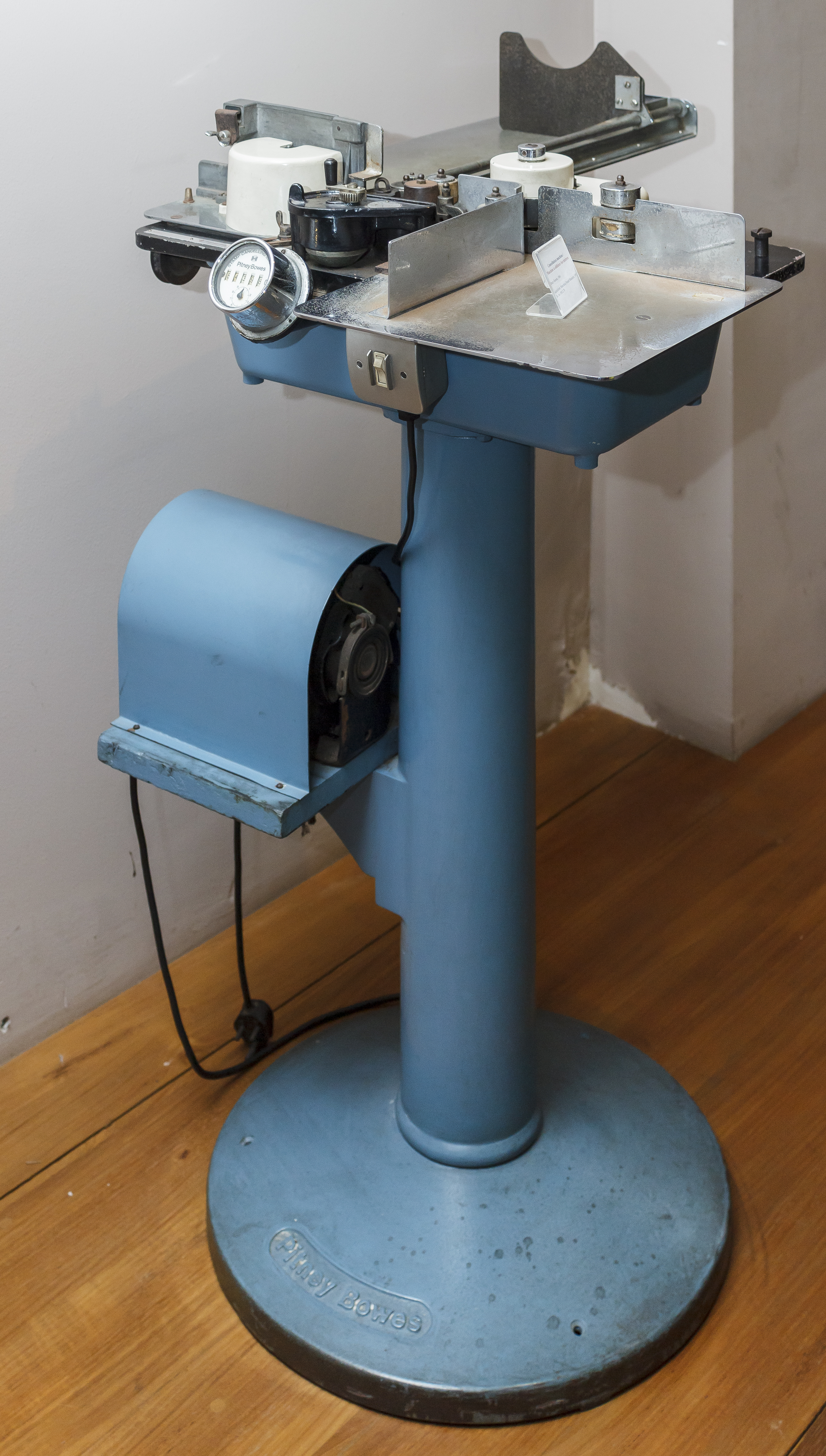
Historische elektromechanische Stempelmaschine in St. Louis, Mauritius

Stempelmaschinen werden von der Post verwendet, um Postwertzeichen (z. B. Briefmarken) maschinell zu entwerten. Sie erfüllen die komplementäre Funktion der Frankiermaschine, die Briefmarken klebt oder entsprechende Symbole druckt. 
Bei den ersten Maschinen mussten die Briefe noch von Hand eingelegt werden, die heutigen Maschinen arbeiten weitgehend automatisiert. Der zu stempelnde Bereich wird durch lumineszente Stoffe in den Briefmarken erkannt bzw. durch Lumineszenzstreifen auf Ganzsachen.
Am 1. Februar 1904 wurde im Zentral-Briefaufgabeamt des Wiener Hauptpostamtes die erste elektrische Stempelmaschine in Österreich in Betrieb genommen. Sie war vom System Bickerdike mit einer durchschnittlichen Leistung von 150 Briefen pro Minute. Zu diesem Zeitpunkt wurde solche Maschinen bereits in vielen Städten Amerikas sowie in Paris und Berlin verwendet.
Seit den 1990er Jahren werden zunehmend Tintenstrahldrucker zur maschinellen Entwertung von Postwertzeichen verwendet, seit 1992 in Kanada, seitdem unter anderem auch in Schweden, Neuseeland, den USA, dem Vereinigten Königreich (seit 1996), Deutschland (versuchsweise seit 2003, allgemein für Großbriefe seit 2010, für Standard- und Kompaktbriefe seit 2018) und Frankreich (seit 2003).